# Formigueret argentat
El formigueret argentat (Myrmotherula assimilis) és una espècie d'ocell de la família dels tamnofílids (Thamnophilidae).
Habita boscos de illes fluvials de les terres baixes de l'extrem sud-est de Colòmbia, nord-est de Perú, nord de Bolívia i Brasil amazònic.